# Luis Herrera (kolarz)
Luis Alberto „Lucho” Herrera Herrera (ur. 4 maja 1961 w Fusagasugá) – kolumbijski kolarz szosowy. Wygrał Vuelta a España w 1987 oraz Vuelta a Colombia w latach 1985, 1986 i 1988. Jest zdobywcą 5 koszulek najlepszego „górala” w trzech wielkich tourach. Był jednym z najlepiej jeżdżących w górach kolarzy lat 80. Unikał startów w jednodniowych klasykach, ze względu na słabe umiejętności sprinterskie.
W 1984 na Tour de France wygrał 17. etap, stając się pierwszym kolumbijskim kolarzem, który odniósł zwycięstwo etapowe w tym wyścigu. Łącznie w Tour de France wygrał 5 etapów. W 1992 zakończył karierę zawodniczą.
W 2000 został uprowadzony na 24 godziny przez Rewolucyjne Siły Zbrojne Kolumbii.

## Odznaczenia
- 1987  Oficer Orderu Boyacá (Kolumbia)